# Emeka Ogboh
Emeka Ogboh (...) è un artista nigeriano, che vive e lavora a Lagos in Nigeria.

## Biografia
Emeka Ogboh inizia i suoi studi presso la University of Nigeria, Nsukka nel 2001, frequentando il corso in Fine and Applied Arts. 
Ha esposto a livello internazionale in numerosi Paesi tra cui: Finlandia, Germania, Paesi Bassi, Egitto, Spagna, Danimarca e Inghilterra, e in diversi centri per l'arte contemporanea tra i quali: CCA Lagos (Centre for Contemporary art); Museum of Contemporary Arts Kiasma, Helsinki; Rautemsrnstrauch-Joseth-Museum, Colonia; Museum of Contemporary Art, Roskilde; International Contemporary fair (ARCO), Madrid; Biennale di Venezia.
Emeka è inoltre cofondatore del VANLagos (Video Art Network Lagos), membro del African Center for Cities, un progetto di African Urbanism and Urban Dialogues. 
Ha inoltre preso parte alla delegazione del Media Lab in Africa in occasione del sedicesimo e internazionale Symposium on Electronic Art, ISEARHUR 2010 di Dortmund.

## Produzione artistica
Emeka Ogboh lavora principalmente con il suono, il video e il web sperimentando attraverso la fusione tra arte e tecnologia diversi modi per comprendere gli spazi cosmopoliti e in generale gli spazi urbani, con particolare attenzione a Lagos. 
La sua produzione artistica si concentra su temi come l'egemonia, la destabilizzazione, il caos, l'uniformità, e il potere.